# Jang Min-chul
Jang Min-chul (kor. 장민철), znany pod pseudonimem MC – koreański zawodowy gracz komputerowy, zawodnik drużyny SK Gaming. Zajmuje pierwsze miejsce na świecie pod względem łącznej wartości nagród pieniężnych zdobytych w turniejach StarCrafta II (około czterystu tysięcy dolarów).
W czerwcu 2015 roku na swoim koncie na Twitterze ogłosił zakończenie kariery zawodowej jako gracz komputerowy.

## Osiągnięcia
- 3. sezon 2010 Sony Ericsson StarCraft II Open – zwycięzca (18 grudnia 2010)
- VI sezon Intel Extreme Masters – zwycięzca (10 marca 2012)
- 3. sezon 2012 Global StarCraft II League – drugie miejsce (27 lipca 2012)
- 2. sezon 2013 StarCraft II World Championship Series – drugie miejsce w Europie (11 sierpnia 2013)
- 3. sezon 2013 StarCraft II World Championship Series – drugie miejsce w Europie (6 października 2013)